# زيتون الشوارع (رواية)
زيتون الشوارع رواية من سلسلة روايات ملحمة الملهاة الفلسطينية للأديب العربي الفلسطيني إبراهيم نصر الله. صدرت الرواية لأوّل مرة عام 2002 عن المؤسسة العربية للدراسات والنشر ومن ثم صدرت عن الدار العربية للعلوم ناشرون.

## ترتيب الرواية في سلسلة الملهاة الفلسطينية
حسب ترتيب التسلسل التاريخي لأحداث روايات الملهاة الفلسطينية، فإن رواية «زيتون الشوارع» كحدث زمني تأتي بعد أحداث رواية طيور الحذر وقبل أحداث رواية مجرد 2 فقط.

## زمن ومكان أحداث الرواية
أحداث الرواية هي تكثيف لخمسين سنة من تقلبات الحال التي تعرض لها الإنسان الفلسطيني خارج وطنه، منذ ما قبل عام النكبة حتى أواسط التسعينيات من القرن الماضي. أمّا عن مكان تلك الأحداث فهي تدور في مخيمات اللاجئين الفلسطينيين في الأردن.

## حول الرواية
ثلاث شخصيات نسائية تتحرك في هذه الرواية التي تبدأ أحداثها قبل النكبة ثم تمر على النكسة لتمتد طيلة نصف قرن من الزمن. في الرواية تأمل عميق لفكرة المنفى والإقناع، لكن الشيء الأساس الذي يشغل كل صفحات هذه الرواية هي فكرة الاغتصاب، في جو من الحدة والنقمة والثورة يجعل المرء يشعر أحياناً بأنه غير قادر على التقاط أنفاسه. هي رواية تعايش وتحاور أخطر وأدق مراحل هذا التاريخ العربي والفلسطيني، تلك المرحلة التي تكون فيها الهزيمة داخلية، وعوامل الضعف، تأتي من القلب والدماغ، وعناصر التفكك ماثلة أمام الأعين دون أن ينتبه لها أحد.
تصف الناقدة نازك الأعرجي تجربتها في قراءة رواية «زيتون الشوارع» قائلة: «يشتغل إبراهيم نصر الله على قضية حساسة هي انتهاك الجسد، ويفعِّلها تفعيلاً كاملاً. وأشكال التعامل مع المرأة هو أحد المبررات الفنية لخلق نص روائي له امتيازه ورصانته وسرديته العالية. الرواية تكثيف لخمسين سنة من تقلبات الحال التي تعرض لها الإنسان الفلسطيني خارج وطنه».

## إقتباسات من الرواية
تتحدّث سلوى «إحدى الشخصيات الرئيسية في الرواية» مع نفسها قائلة:
| زيتون الشوارع (رواية) | لم يكن الزيتون قد وصل المقابر بعد! ..أي مجنون ذاك الذي يترك زيتونة في المقبرة إلى الأبد, وحيدة. ..الزيتون شيء آخر. كانت أم علاء الدين تُوبِّخنا إذا ما جاءتْ سيرة الموت على ألسنتنا في كروم الزيتون: "هذا سيجعل الزّهر يسقط, الزيتونة كالمرأة الحامل, علينا أن لا نُخيفها بمثل هذه الأحاديث". | زيتون الشوارع (رواية) |